# 100’5 Arena

Lage der Eissporthalle im Sportpark Soers

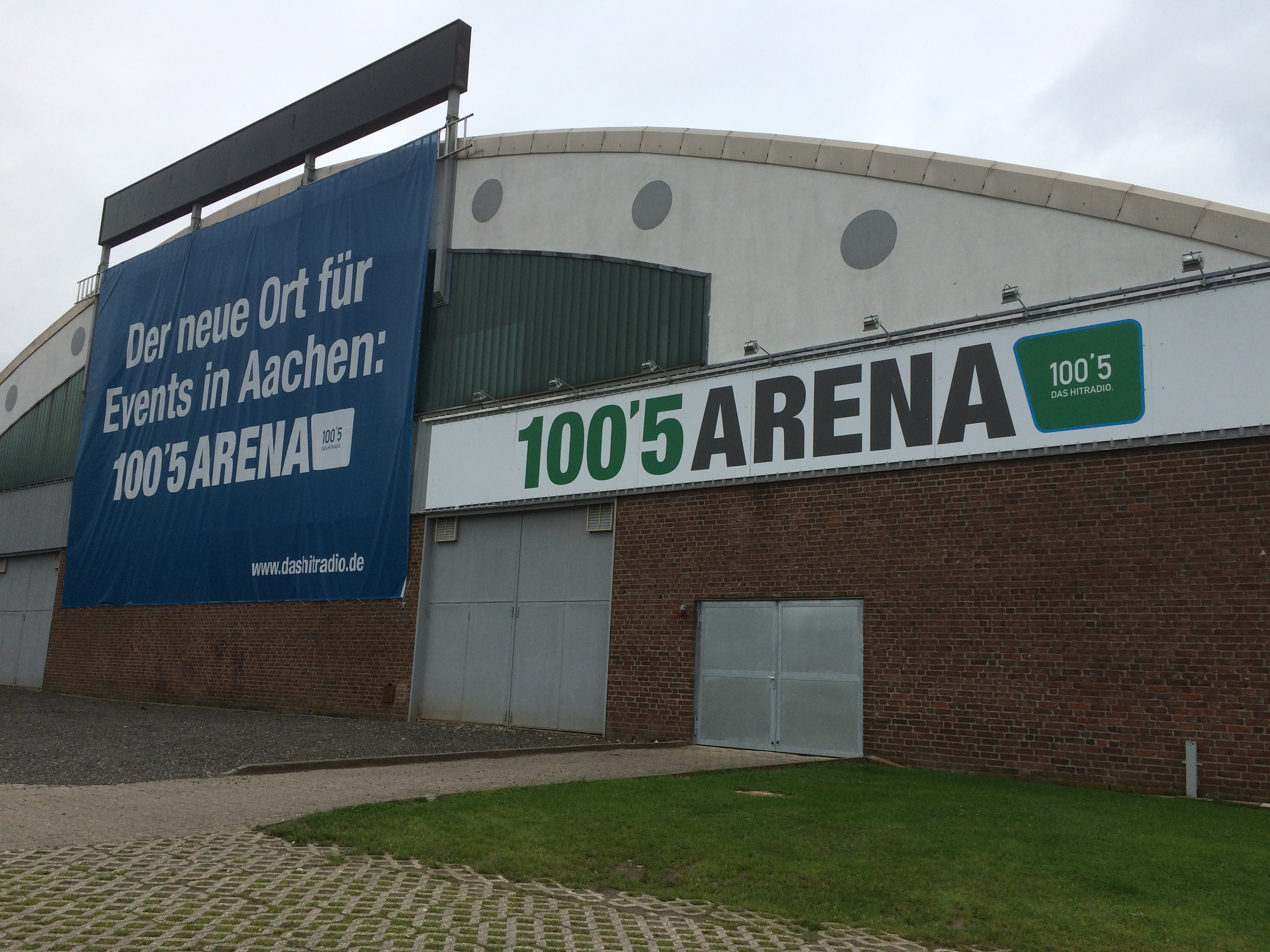
Neue Aufmachung

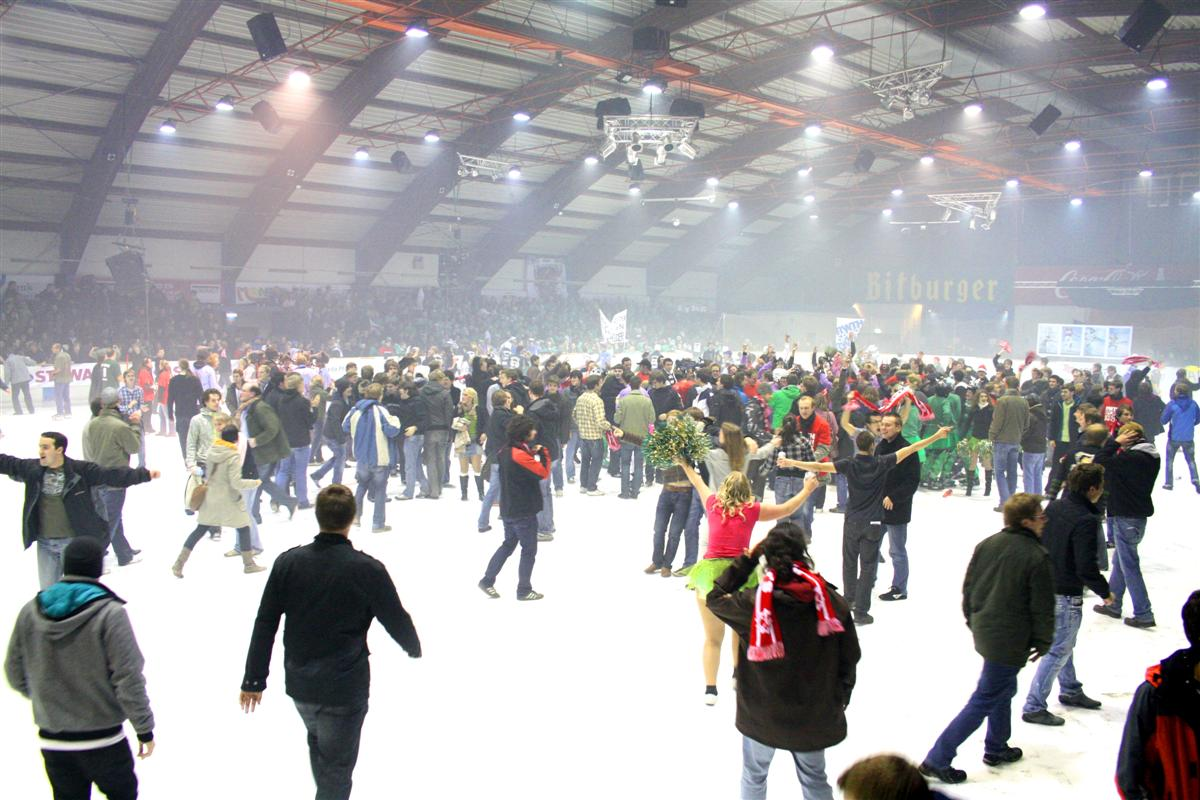
Tivoli Eissporthalle innen 2009

Die 100’5 ARENA (vormals Tivoli Eissporthalle) im Sportpark Soers in Aachen wurde 1982 eröffnet. Es ist die Heimspielstätte des Aachener EC 2013 sowie des Eiskunstlauf Vereins Aachen.
Jährlich findet in der Eissporthalle der Unicup, ein Eishockeyturnier, das jedes Jahr vom Hochschulsportzentrum der RWTH Aachen organisiert wird, statt. Darüber hinaus wird von Oktober bis Ende März Eislaufen, Eisdisco, Eiskunstlaufen, Eistanzen und vieles mehr angeboten.
In der eisfreien Zeit von April bis September hält der Radiosender 100’5 Das Hitradio, der im Juni 2016 die Namensrechte an der Eissporthalle erworben hat, dort verstärkt seine Veranstaltungen wie beispielsweise die Öcher Wiesn ab. Darüber hinaus finden weiterhin Inlinehockey, Messeveranstaltungen, Flohmärkte, Konzerte und Boxkämpfe statt. Auch externe Firmen können in der 100’5 Arena Veranstaltungen nach Absprache mit der regioMEDIEN AG, dem Vermarkter von 100’5 Das Hitradio, planen.
Zum Komplex gehören neben der Eissporthalle auch noch Squashhallen.
Im Dezember 2020 wurde hier ein COVID-19-Impfzentrum der Städteregion Aachen eingerichtet.

## Veranstaltungen

### Eishockey
Von 1982 bis 1987 hatte der 1. Eissportclub Aachen seine Heimspielstätte in der Tivoli Eissporthalle.
Mitte der 1990er Jahre bis zum Konkurs 1998 war der Aachener EC die Heimmannschaft. Der Verein hatte im Oktober 1998 Probleme mit dem damaligen Hallenbetreiber, der während eines Meisterschaftsspiels den Strom für die Halle abdrehte.
In der Saison 2002/03 nahm der Tivoli Eishockey Verein Aachen im Nachwuchsbereich am Spielbetrieb in der Eissporthalle teil, dessen hobbymäßig organisierte Seniorenmannschaft der Devilducks bis 2011/12 an der EHL teilnahm.
Nachdem im Mai 2008 die Eissporthalle vorübergehend von der damaligen Eigentümergemeinschaft selbst verwaltet wurde, wird seit der Eislaufsaison 2009/2010 der Komplex nunmehr unter einem neuen Eigentümer und der eigens dafür eingerichteten TEB Tivoli Eissporthalle Betreibergesellschaft mbH betrieben.
In der Saison 2010/2011 entschloss sich der Euregio-Eissport-Verein Eschweiler, aufgrund des neuen Standortes in der Tivoli Eissporthalle in Aachener Eishockey Verein umzubenennen, weil sie bereits seit der Saison 2008/09 ihre Heimspiele in Aachen austrugen und ein Jahr später ihre angestammte Eissporthalle Eschweiler geschlossen wurde. Sie spielten dort in der Regionalliga West. Nachdem der Aachener EV während der Saison 2012/13 seine Mannschaft nach der Vorrunde der NRW-Liga abgemeldet hatte, finden in der Halle aktuell die Spiele der Nachwuchsmannschaft des Aachener EC 2013 und die Spiele der im Hobbybereich aktiven Aachener Mannschaften, von denen einzelne Mannschaften bis 2011/12 an der deutsch-niederländisch-belgischen Eurohockeyliga (EHL) teilnahmen, statt.

### Kampfsport
In der Eissporthalle fanden bisher viele bemerkenswerte Profiboxkämpfe statt.
Am 28. Mai 1994 gewann Dariusz Michalczewski den Ausscheidungskampf um den Titel der World Boxing Organization (WBO) gegen Melvis Wynn durch K. o. in der zweiten Runde. Ein Jahr vorher hatte er an gleicher Stelle den Titel des International Boxing Federation (IBF) Intercontinental Light Heavyweight Meisters gewonnen. Vorher hatte er auch schon zweimal in der Halle geboxt. Felix Sturm boxte im Juni 2001 erfolgreich gegen Mustapha Stini und siegte durch K. o. in der 4. Runde. Einen weiteren bemerkenswerten Kampf um den Titel des Internationalen Deutschen Meister im Schwergewicht lieferten sich im August 1992 die beiden Lokalrivalen Klaus Gallwe und Mario Guedes. Der Titelverteidiger Guedes besiegte Gallwe in der siebten Runde.
Im Jahr 2001 fand in der Eissporthalle der Weltmeisterschaftskampf im Damen-Boxen in der Gewichtsklasse Juniorfliegengewicht und Fliegengewicht statt. Die amtierende Weltmeisterin Regina Halmich verteidigte dabei ihren Titel gegen ihre ukrainische Herausforderin Alena Shaternikova.
Bereits seit 2000 findet in der Eissporthalle im Rahmen der Champion-Night ein viel beachtenswertes und hochkarätig besetztes Turnier in den Disziplinen Kickboxen, Muay Thai, Boxen und Mixed Martial Arts statt. Bekannteste Teilnehmerin war unter anderem die Kickboxerin Ania Fucz. Im September 2016 standen drei Meisterschaftskämpfe auf dem Programm: ein Deutscher Meisterschaftskampf, ein Europameisterschaftskampf und ein Weltmeisterschaftskampf im Boxen und Kickboxen.

### Konzerte und Party-Veranstaltungen
In der eislauffreien Zeit wird die Halle als Veranstaltungsort für Konzerte und Party-Veranstaltungen aller Art belegt.
Beispielsweise trat am 15. Juli 1984 die Kölner Gruppe BAP in der Eissporthalle auf. Es war das erste Rockkonzert in der Halle mit ca. 6.000 Zuschauern. Außerdem gab es ein Konzert mit der erfolgreichen britischen Band Tears for Fears. Im Mai 2011 waren der Reggae-Musiker Gentleman sowie Oktober 2011 die Band Hurts und 2012 die Band Scooter zu Gast in der Eissporthalle. Im Rahmen der von Oli.P moderierten 100’5 90er-Party traten im Juni 2016 die Boygroup Caught in the Act in Aachen auf.
Der Aachener Musical-Verein „Floodlight Musicals“ führte in den letzten Jahren jährlich Musicals in der 100’5 Arena auf.

### Öcher Wiesn
Die Öcher Wiesn sind ein Oktoberfest, das von 100’5 Das Hitradio organisiert wird. Bei den Öcher Wiesn wird die Arena aufwändig geschmückt. Von außen wird sie durch überdimensionale Banner optisch in ein Bayrisches Oktoberfestzelt verwandelt. Der gastronomische Außenbereich soll durch seine Holzbüdchen rustikal und urig wirken. Der Innenbereich wird extra mit einem Holzboden ausgestattet, um eine authentische Festzelt-Atmosphäre zu schaffen. Banner an den Wänden in Holzoptik, ein riesiges Alpen-Panorama und Tücher an der Decke komplettieren die Festzelt-Illusion.

### Zukunft
Die Stadt Aachen beabsichtigt den Abriss der Eissporthalle und den Bau einer Multifunktionssporthalle mit einem Fassungsvermögen von lediglich 3.000 Zuschauern.